# زهرا دوغان
زهرا دوغان (به ترکی استانبولی: Zehra Doğan) ‏ (۱۴ آوریل ۱۹۸۹)هنرمند، نویسنده و روزنامه‌نگار کُرد اهل ترکیه می‌باشد. او بنیانگذار و سردبیر آژانس خبری فمینیستی Jinha است که همه کارمندان ان زن می‌باشد.
زهرا دوغان در سال ۲۰۱۷ به دلیل پوشش خبری یک نقاشی در رسانه‌های اجتماعی به تبلیغات تروریستی به ۲ سال ۹ ماه و۲۲ روز زندان محکوم شد. نقاشی او تصویری از ویرانی شهر نصیبین پس از درگیری‌های بین ارتش ترکیه و شورشیان کرد در جنوب شرقی ترکیه می‌باشد. او پس از اتمام حکم خود در تاریخ ۲۴ فوریه ۲۰۱۹ از زندان آزاد شد.

## جوایزها و افتخارها
- او در سال ۲۰۱۵ جایزه روزنامه‌نگاری Metin Göktepe که به نام این روزنامه‌نگار بود را دریافت کرد، این روزنامه‌نگار در سال ۱۹۹۶در زندان ترکیه درگذشت.[۵]
- در ژانویه ۲۰۱۷ جایزه طغیانگران هنر در سال ۲۰۱۷ به وی اعطا شد این جایزه توسط مؤسسه Global Investigative Journalism Network شناخته شده می‌باشد.
- در ۵ نوامبر ۲۰۱۷ زهرا دوغان، فری دنکن، به همراه مسیح علی‌نژاد جایزه روزنامه‌نگاری مؤسسه Freethinkers Association of Switzerland دریافت کردن.[۶][۷]
- در ۳ مه۲۰۱۸ روزنامه‌نگار Deutscheren Verbrand (انجمن روزنامه نگاران آلمان) جایزه بهار آزادی مطبوعات را به زهرا دوغان اهدا کرد. روزنامه‌نگار آلمانی-ایتالیایی اینگو زامپرونی از طرف وی این جایزه را دریافت کرد.[۸]
- در اکتبر سال ۲۰۱۸ خانم دوغان جایزه شجاعت در روزنامه‌نگاری سال ۲۰۱۸ بنیاد بین‌المللی زنان را دریافت کرد.
- در اکتبر سال ۲۰۱۸ دوغان به عضوی افتخاری از انجمن جهانی قلم در کنگره ۸۴ نفری هند اضافه شد.[۹]
- در مارس ۲۰۱۹ خانم دوغان در فهرست هنرهای نمایشی سانسور(Index on Censorship) نامزد شد. وی این جایزه را در۵آوریل ۲۰۱۹ در لندن دریافت کرد.[۱۰][۱۱]
- وی در ۱۱ اکتبر سال ۲۰۱۹ در بیروت جایزه شجاعت استثنایی در روزنامه‌نگاری را از بنیاد May Chidiac دریافت کرد.[۱۲]